# Халне
Халне (др.-евр. כַלְנֵה‬) считается одним из четырёх городов, основанных Нимродом, согласно библейской Книге Бытия (10:10). Его подлинность является неопределённой и остаётся загадкой. Соответствующий стих гласит: «Царство его вначале составляли: Вавилон, Эрех, Аккад и Халне в земле Сеннаар», и Уильям Олбрайт предположил, что это на самом деле не имя собственное, а всего лишь еврейское слово, означающее «все они».
Халне («Халанне») был отождествлен с Ктесифоном в Иеронимовых «Еврейских вопросах на Книгу Бытия» (ок. 390 н. э.). 
Библейский словарь Истона следует Роулинсону в интерпретации Талмудического отрывка из трактата Йома, лист  10a в отождествлении Халне с современным Ниппуром, ныне представляющим собой высокий курган из земли и мусора, находящийся в болотах на восточном берегу реки Евфрат, но тридцати милях от его нынешнего русла, и около шестидесяти милях к юго-юго-востоку от Вавилона.
Калне также упоминается в библейской Книге пророка Амоса (Амос. 6:2) и некоторые также связывают это место с «Кално» (лат. Chalanno) в Книге пророка Исаии  (Ис. 10:9,), находящимся в Северной Сирии между Кархемишем на реке Евфрат и Арпадом около Алеппо. Это рассматривается некоторыми археологами как Kulnia, Kullani или Kullanhu, современный «Kullan-Köy» в десяти километрах юго-восточнее Арпада. Альберт Олмстед в книге «History of Assyria» связывает упоминающийся в Книге пророка  Иезекииля    (27:23)  в качестве одного из городов, с которыми Тир вели торговлю, был ассоциирован с Халне. 
Ксенофонт упоминает «Kainai» на западном берегу Тигр ниже Верхнего Заба.
Халне фигурирует среди завоеваний Салманасара III (858 до н. э.) и Тиглатпаласара III.